# Encáustica

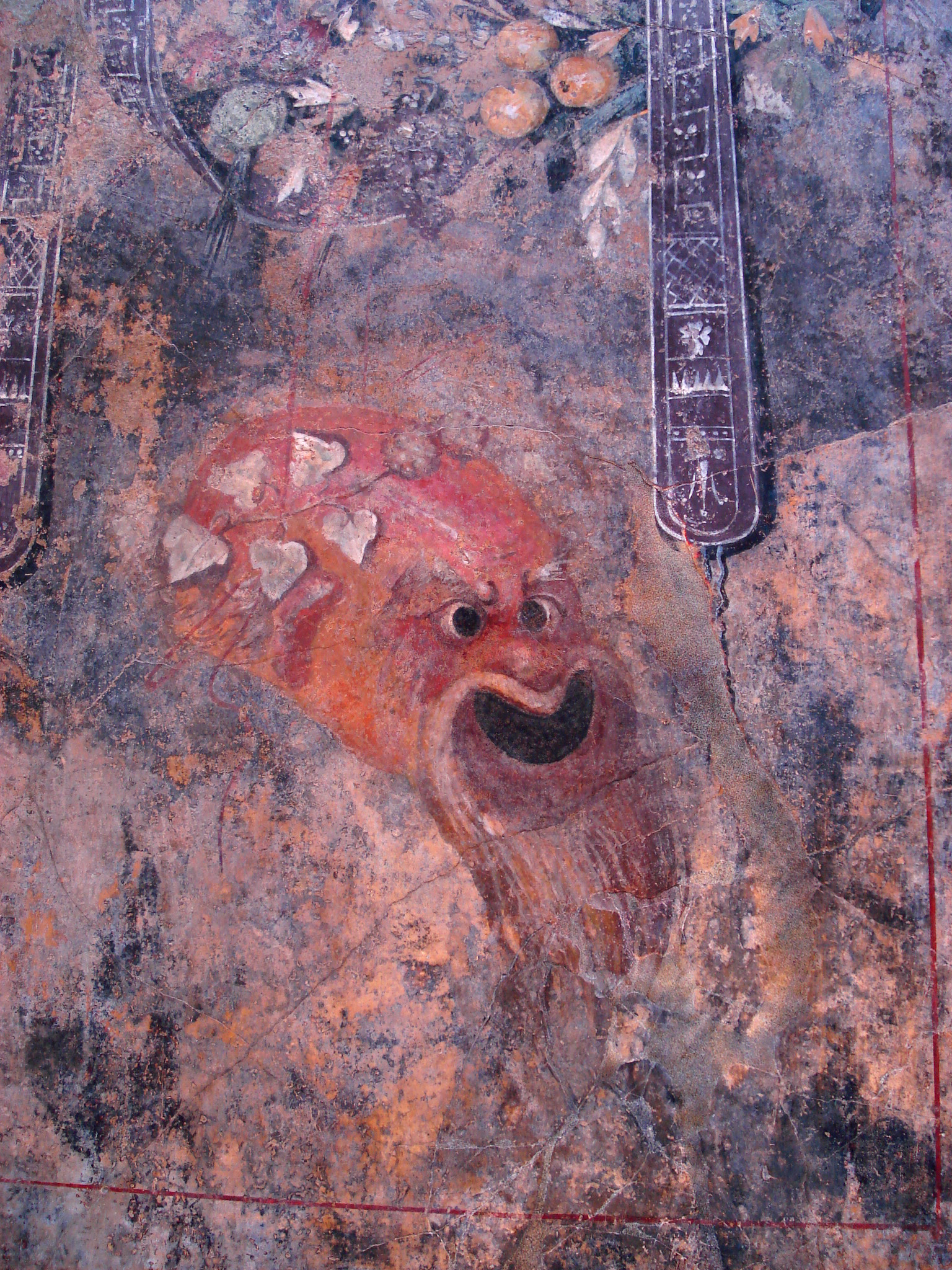
Ejemplo de encáustica proveniente de Solunto, Sicilia (Museo archeologico regionale di Palermo).

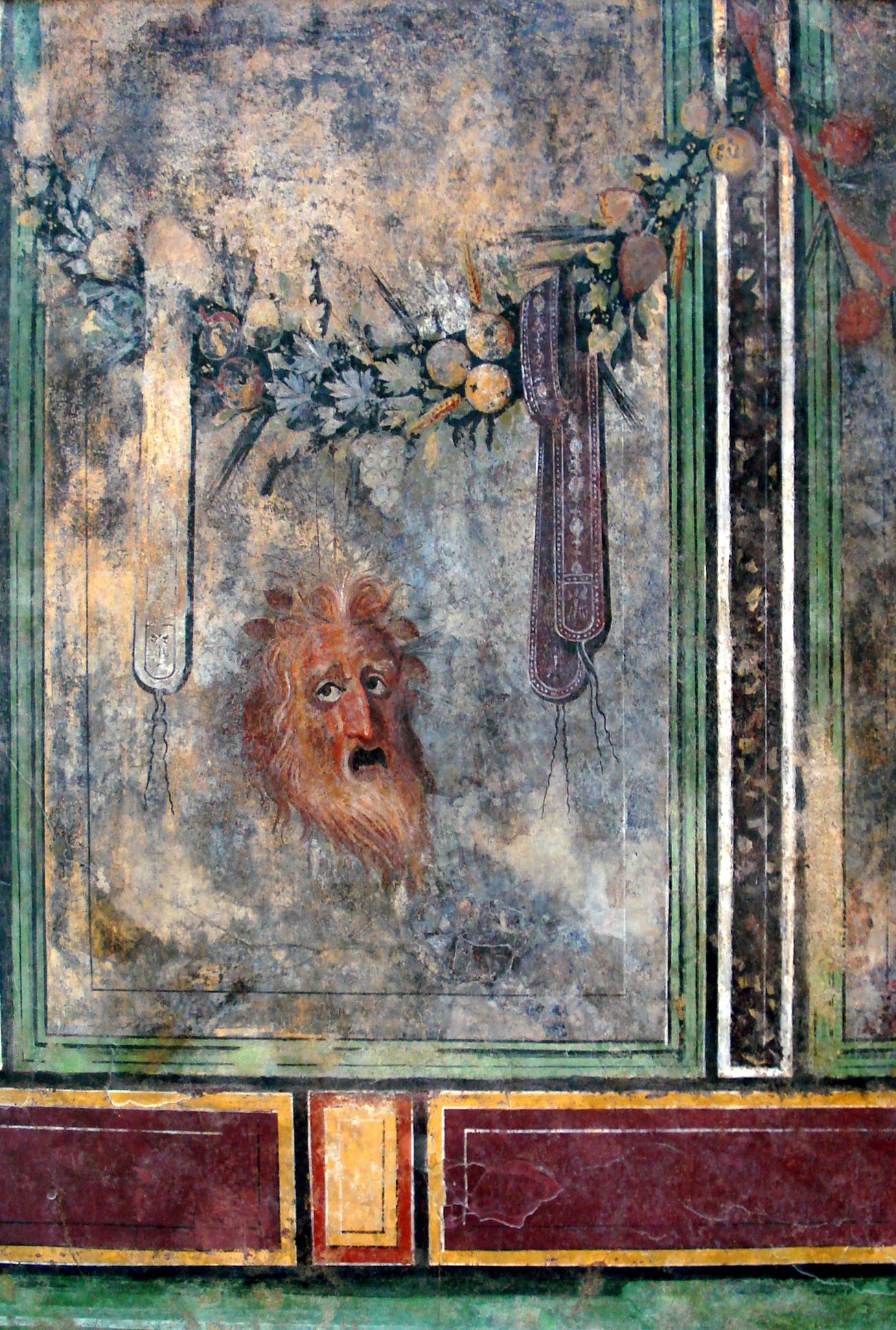
Máscara teatral proveniente también de Solunto.

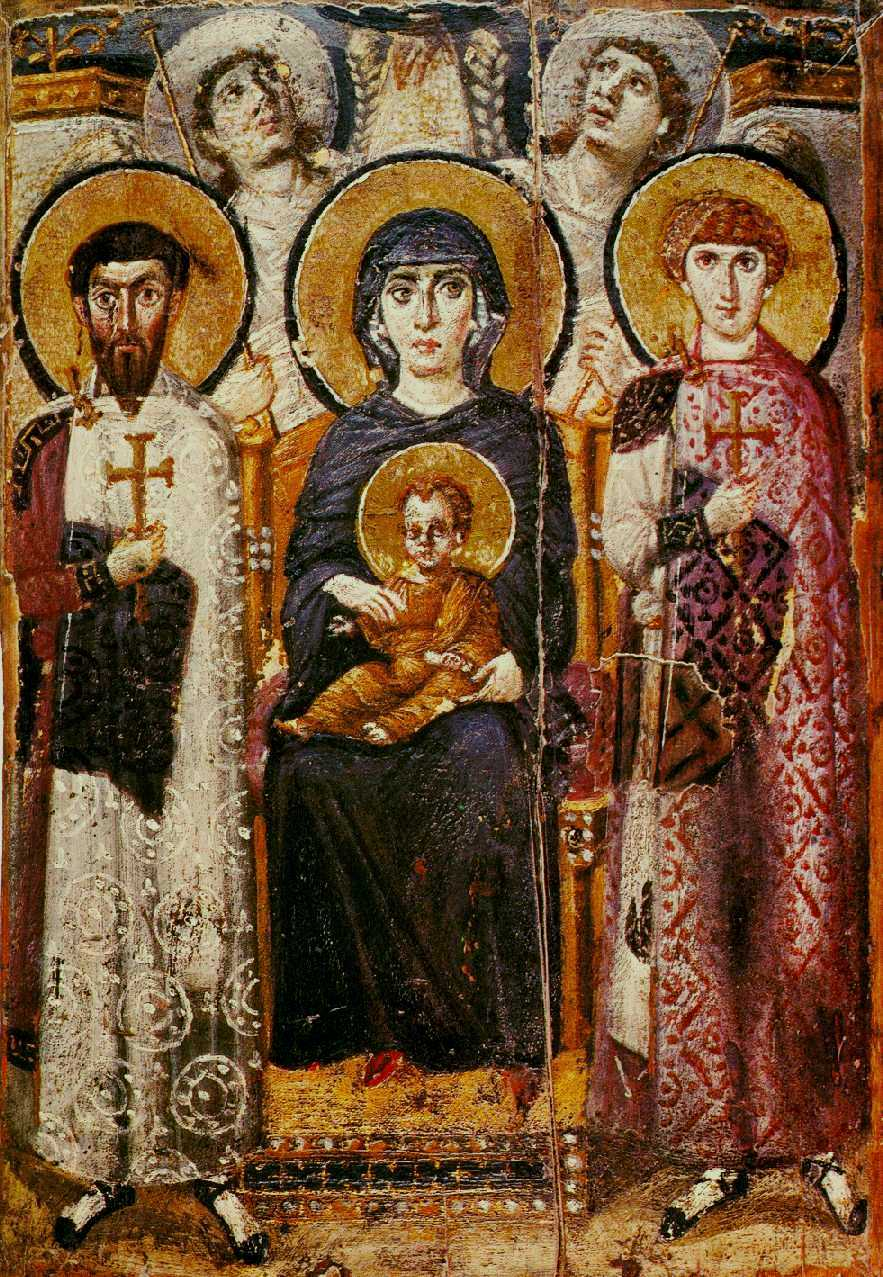
Virgen con el niño, Monasterio de Santa Catalina, en el Sinaí.

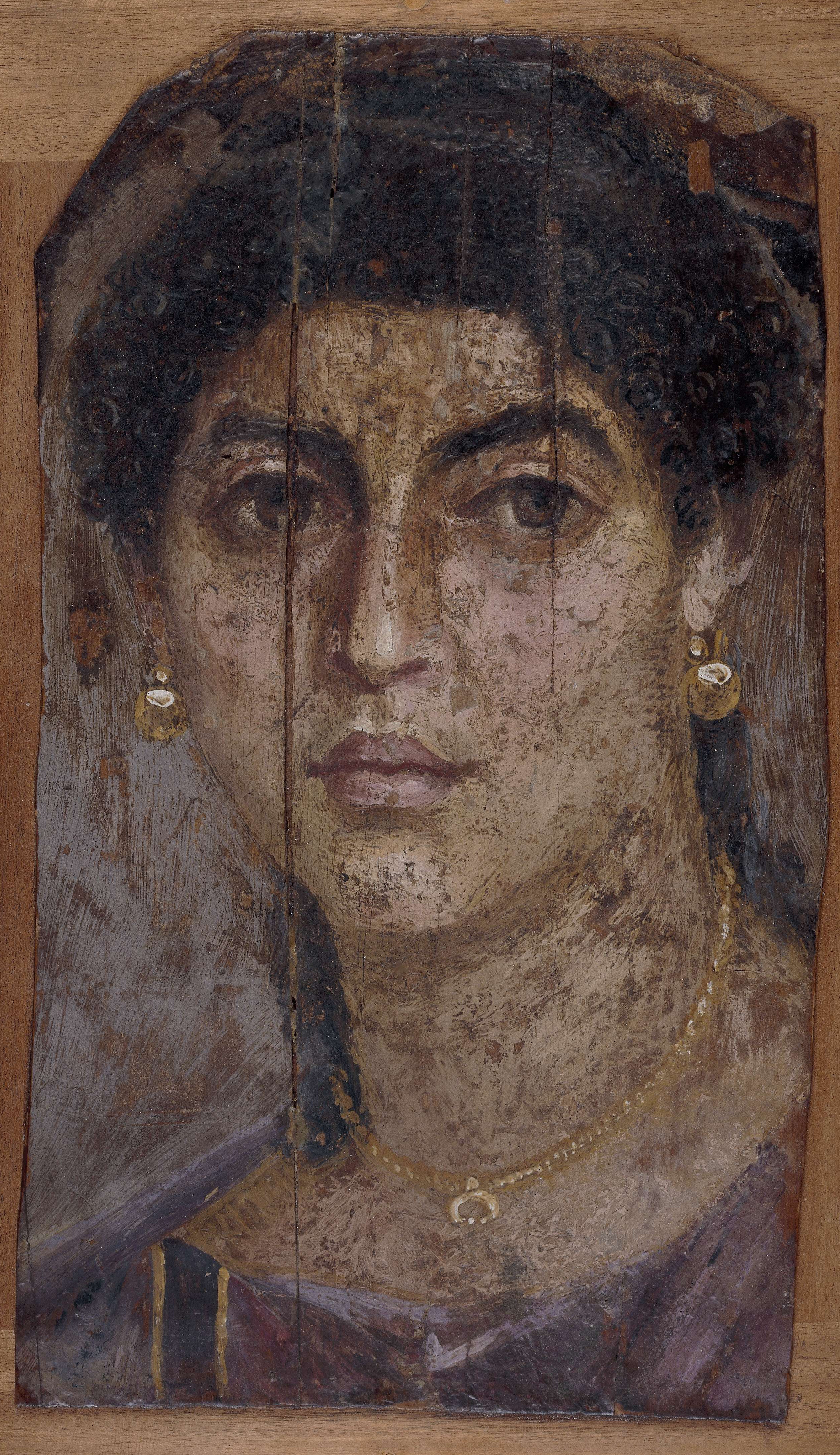
Retrato de momia de mujer. Encaústica sobre madera. Hawara, Periodo Romano de Egipto, c. 55-70. British Museum.

La encáustica, que derivó del griego enkaustikos ('grabar a fuego'), es una técnica de pintura que se caracteriza por el uso de la cera como aglutinante de los pigmentos, la mezcla tiene efectos muy cubrientes y es densa y cremosa, la pintura se aplica con un pincel o con una espátula caliente. El acabado es un pulido que se hace con trapos de lino sobre una capa de cera caliente previamente extendida (que en este caso ya no actúa como aglutinante sino como protección). Esta operación se llama encaustización y está perfectamente descrita por Vitruvio, arquitecto e ingeniero romano (c. 70–25 a. C.) que dice así: 

Hay que tomar una capa de cera caliente sobre la pintura y a continuación hay que pulir con unos trapos de lino bien secos.

## Historia
Es una técnica conocida y utilizada desde la Antigüedad. Los romanos la usaban sobre todo en tablas. Plinio el Viejo, enciclopedista romano del siglo I, describe el uso de la encáustica sobre el marfil, técnica que ya entonces se consideraba antigua. Da cuenta de que el inicio de la técnica derivaría de la pintura de los barcos con cera para impermeabilizarlos, a los que se agregó color en épocas de guerra. La cera conseguía impermeabilizar la madera y la hacía más resistente a la sal y a los rigores del tiempo.
En la región de El-Fayum, al norte de Egipto se descubrieron unos retratos de gran fuerza expresiva, en sarcófagos de madera, realizados en encáustica. Son de los siglos I y II. En los análisis de los murales de Pompeya, después de mucho tiempo de especulaciones, se ha llegado a la conclusión de que no fueron pintados a la encáustica.
Su uso es común hasta los siglos VI y VII y son ejemplos de esta etapa los iconos bizantinos del Monasterio de Santa Catalina del Monte Sinaí. Durante los siglos siguientes, y a partir del siglo VIII y el IX, esta técnica cae en desuso hasta que reaparece a los comienzos de la Edad Media. Un buen ejemplo de icono pintado a la encáustica es el de la Virgen con niño entronizados del monasterio de Santa Catalina del monte Sinaí, en Egipto.
Vuelve a ser amplia su utilización en el siglo XVIII y XIX, especialmente en Inglaterra y Francia. El pintor francés Eugène Delacroix (1798–1863), utiliza en muchas de sus obras unos colores previamente desleídos con cera. En el siglo XX el pintor, escultor y artista gráfico estadounidense Jasper Johns realiza encáusticas sobre tela en obras que anuncian ya el Pop Art; asimismo, el pintor mexicano Mauricio Toussaint utiliza esta misma técnica en su obra, dentro del movimiento neomexicanismo.

## Preparación
Se hacía una mezcla de cera con pigmentos de colores y se añadía una solución que se obtenía con las cenizas de madera y agua. Solución alcalina de carbonato y bicarbonato de potasio o de sodio, una lejía de la época. A esta combinación se añadía cola o resina. Se calentaba la superficie a pintar y también las espátulas con los braseros, llamados cauterium. A veces, se hacía primero el dibujo grabándolo con la espátula caliente y después se rellenaba la incisión con el preparado de pintura.

## Otra receta
La mezcla de cera para encáustica, utilizada por muchos artistas de encáustica en la actualidad, se compone de cera de abejas refinada, del tipo utilizado en cosmética, y resina de damar. Otros tipos de cera que también se pueden utilizar para la encáustica son la parafina y el microcristalino, ambos derivados del petróleo, y la carnuba y la candelilla, que son resinas. Como utensilios auxiliares, se necesitan un hornillo eléctrico, un cazo y unos recipientes de metal sujetados con pinzas para verter la cera y hacer las mezclas de color.
La cera se funde a unos 80 °C, aunque para hacer la mezcla se necesita calentar hasta la temperatura de fusión más elevada del damar. La cera se derrite casi inmediatamente, sin embargo ha de removerse para que los cristales de damar más duros terminen de derretirse. Para la mezcla se añade una proporción 1 a 8 de damar a cera. Esto no es una medida exacta. La razón por la que se añade damar es para hacer la cera más dura y resistente a arañazos. La cera así es también más dura de trabajar. Asimismo, utilizar una proporción excesiva de damar aumenta la fragilidad de la cera, haciéndose más fácil que pueda desconcharse por los bordes accidentalmente por un golpe, por ejemplo.
Una vez que la mezcla sea homogénea, se vierte el líquido en los moldes o se reserva para hacer las mezclas con pigmentos. Si se utiliza un molde de teflón, se pueden hacer pastillas de mezcla de cera para su posterior utilización. Si se usa así, se pueden sacar los restos de plantas de la resina que se posan abajo del todo mientras la cera se enfría. Al quedarse luego en la superficie de la pastilla se pueden retirar fácilmente.
Para hacer las pastillas de color se puede usar pigmentos u óleos. Se debe siempre observar el poder de pigmentación del pigmento o el óleo. Cuanto menos tenga, más transparente será la mezcla. La dureza y el punto de fusión también varía según el tipo de pigmento utilizado.
Si se utiliza óleo, debe recordarse que el aceite de lino sigue su propio proceso de oxidación. Si la cantidad de aceite de la mezcla es muy elevada, al secarse y volver a trabajar la superficie de la encáustica, la película del óleo se cuartea, creando un efecto no deseado (según los gustos, claro). Este problema se evita o bien dejando la pintura reposar previamente sobre un papel de cocina para retirar el exceso de aceite, o bien fijándose en que en la proporción de la mezcla óleo/cera siempre predomine la cera. El óleo añadido debe ser lo justo para conseguir la pigmentación deseada.
Se vierte la mezcla de cera en los moldes y se va mezclando el óleo o pigmento hasta que la mezcla se haya disuelto completamente. Se deja enfriar y la pastilla estará lista para su uso posterior, volviéndola a fundir para su uso líquido con un pincel o bien utilizando herramientas eléctricas calientes.

## Soportes y herramientas
Se utiliza como soporte la tabla de madera, la tela y las paredes de albañilería. Como herramientas se emplean las espátulas, el brasero para calentarlas, los pinceles y los trapos de lino para pulir y sacar brillo.